# YS Flight Simulation System 2000
YS Flight Simulation System 2000 est un simulateur de vol gratuit fait par Soji Yamakawa, un membre de l'équipe du département de Enginerie Mechanique, "Carnegie Mellon University". Le simulateur est souvent appelé par "YS Flight" ou tout simplement "YS". Le temps de téléchargement du jeu est relativement court à cause de sa petite taille. Il est compatible avec la plupart des systèmes.
Le simulateur inclut une large sélection d'avions, laquelle est augmentée par add-ons non officiels. Les avions vont de modèles historiques, jusqu'à des petits, modernes avion de chasse et avions de transport de passagers de taille considérable. Ceci est considérablement augmenté par des "mods" (modifications apportées à un jeu, non officielles), lesquelles sont relativement faciles de produire parce que le logiciel est aussi pour programmeurs 3D.

## Système de jeu
YS Flight peut être joué soit en un joueur dans un seul ordinateur, soit en ligne se connectant à un serveur (un ordinateur qui démarre YSFlight en mode serveur), soit dans une connexion LAN soit par internet.
Il y a plusieurs modes de jeu différents, soit basés dans une simulation de vol standard, soit avec l'option de combat. Les sections non combatives du jeu volent sans aucun objectif précis. L'utilisateur peut aussi choisir de voler accompagné par un avion contrôlé par l'ordinateur ou par d'autres joueurs sur Internet. Dans ce mode, les joueurs peuvent faire des acrobaties volant dans des formations avancées. Un autre mode met le joueur dans une carte où l'objectif c'est de faire atterrir l'avion.
Le combat dans le jeu est normalement basé sur certains objectifs. Ceux-ci incluent : protéger des aéroports ou survivre à des "vagues" d'ennemis. Des combats plus faciles peuvent être des affrontements un-contre-un (dogfight), ou des affrontements avec plusieurs participants. Ces modes de jeu peuvent aussi être joués sur internet avec des personnes réelles.
Avant chaque vol, l'utilisateur a le choix de changer les armes et le carburant de l'avion. Au contraire de quelques simulations de vol plus réalistes, YS Flight utilise des types d'armes génériques et ne fait pas la différence entre différents modèles du même genre d'armes, de la perspective visuel et de tir.
Certains avions ont aussi des mitrailleuses, lesquelles sont contrôlées soit par le joueur, soit par l'ordinateur.

## Multijoueur
YS Flight peut supporter plusieurs joueurs en ligne quand quelqu'un crée un serveur. Le mode multijoueur est gratuit.
Des escadrons virtuels sont une apparition commune dans YSFlight. La plupart des escadrons ont leurs propres cartes, serveurs, forums et peintures d'avions uniques. Les escadrons font souvent des sessions d'entraînement dans des serveurs dédiés pour augmenter leurs capacités de vol virtuel.
Le mode escadron généralement met en pratique des matchs pendant plusieurs heures, ou de temps en temps, des guerres débutées par la rivalité entre deux escadrons. Ces guerres peuvent durer plusieurs mois.
La plupart des escadrons obéissent à des règles et manières strictes, mais quelqu’un non. Ceux-là sont appelés des "escadrons pirates", et apparaissent de temps en temps avec la seule intention de déranger la communauté YSFlight. Par contre, ils ne durent pas longtemps, comme un escadron normal.
Des "compagnies aériennes", qui veulent simuler une aviation réaliste, existe aussi. La plupart de ces compagnies utilisent un nombre limité d'avions, volent avec des tracées pré-préparées, et ont des livraisons standards d'avions dans la flotte. D'autres escadrons virtuels existent. Ces organisations peuvent aller du transport privé jusqu'à des opérations de sauvetage et même dealing de drogue (virtuel, bien sûr).
Des escadrons acrobatiques essayent de faire des acrobaties et d'autres manœuvres entraînées dans des airshows virtuels, souvent en ligne. Quelques airshows virtuels peuvent durer plus de 4 heures. Les équipes s'entraînent régulièrement pour apprendre tous les mouvements, et les montrer au public.

## Réalisme
YS Flight est souvent d'un réalisme limité. Les avions par défaut sont souvent mal reproduits, leurs textures étant conçues pour permettre le jeu sur des ordinateurs relativement anciens. Des avions plus agréables pour les yeux sont néanmoins disponibles au téléchargement. Les avions les plus récents ont des parties qui bougent et leur éclairage peut être contrôlé par l'utilisateur.
Le choix des développeurs a été de se concentrer sur le réalisme de la simulation, et pas sur son aspect visuel.